# Дельма, Антуан Гийом
Антуан Гийом Дельма (фр. Antoine Guillaume Delmas) (1767—1813) — французский дивизионный генерал эпохи Наполеоновских войн.
Родился в 1767 году в Аржанта.
В 1778 году он уже поступил на военную службу и вступил в Туренский полк, где служили его отец и дядя, и который стоял в то время в Северной Америке. Однако из-за постоянных нарушений воинской дисциплины Дельма в 1788 году был уволен от службы.
По возвращении во Францию Дельма принимал деятельное участие в Великой Французской революции и был сделан в 1791 году начальником волонтерного батальона своего департамента.
Дельма показал себя блестящим образом 17 и 18 марта 1793 года при занятии Штромбергских укреплений; также 27-30 марта при Бингене и Альцее. Поражение неприятельской колонны в 1200 человек при Херксхайме 17 мая принесло ему звание бригадного генерала и команду над авангардом.
12 июля генерал Богарне дал ему поручение атаковать в сражении при Ландау правое крыло неприятельской армии. Дельма с отличием выполнил это поручение. Вскоре после того ему вверена была оборона Ландау, a 24 сентября 1793 года и начальство над армией, от которого он отказался. По снятии блокады Ландау Дельма опять получил дивизию.
Оклеветанный якобинцами, он был арестован и привезён в Париж; но вся армия требовала его возвращения; Дельма снова получил дивизию и был послан в экспедицию на остров Вальхерн. Форт д’Ортем был взят, Херцогенбуш и Кревекер капитулировали.
В 1796 году Дельма состоял под начальством Моро, который в лестных выражениях упоминает о нём в рапорте об Эттингенском сражении. Под стенами Нейбурга Дельма был ранен и должен был отправиться во Францию.
По выздоровлении он был направлен со своей дивизией к Итальянской армии, сражался в Тироле при Цембре и Неймарке, разбил при Боцене генерала Керпена и был послан в Мантую, чтобы восстановить порядок в тамошнем гарнизоне.
Когда генерал Жубер оставил армию, Дельма принял начальство до прибытия Шерера. Участвуя в 1799 году в сражении при Маньяно, он снова был ранен и возвратился во Францию. Правительство вручило ему командование Парижским гарнизоном; но он отказался и принял начальство над одной дивизией Рейнской армии. В награду за свои заслуги он получил почётную саблю.
Рапорты о сражениях Энгенском, Биберахском и Мескирхском увеличили славу этого генерала, который был переведён в 1801 году в Итальянскую армию и получил там начальство над авангардом. Его марш на Верону в самых трудных обстоятельствах имел следствием занятие этого города.
После перемирия, Дельма принял начальство над Пьемонтом; главная квартира его была в Турине. Произошедшее там возмущение в войсках, в котором он, руководимый своим неуравновешенным характером, сам хотел обратить к покорности зачинщиков, едва не стоило ему жизни.
Потом Дельма был назначен генерал-инспектором пехоты; по скоро должен был оставить этот пост и даже Париж, потому что осмелился выразить свои политические мысли, сильно отличающиеся от образа мыслей Первого Консула.
С этого времени Дельма 10 лет был в отставке. Но когда Франция была в опасности в 1813 году, он предложил Наполеону свои услуги, получил начальство над одной дивизией в корпусе Нея и отличился своей храбростью в сражении при Люцене и во всех делах этой кампании до сражения при Лейпциге, в котором был убит ядром.
Впоследствии его имя было выбито на Триумфальной арке в Париже.